# Zofia Zawadzka

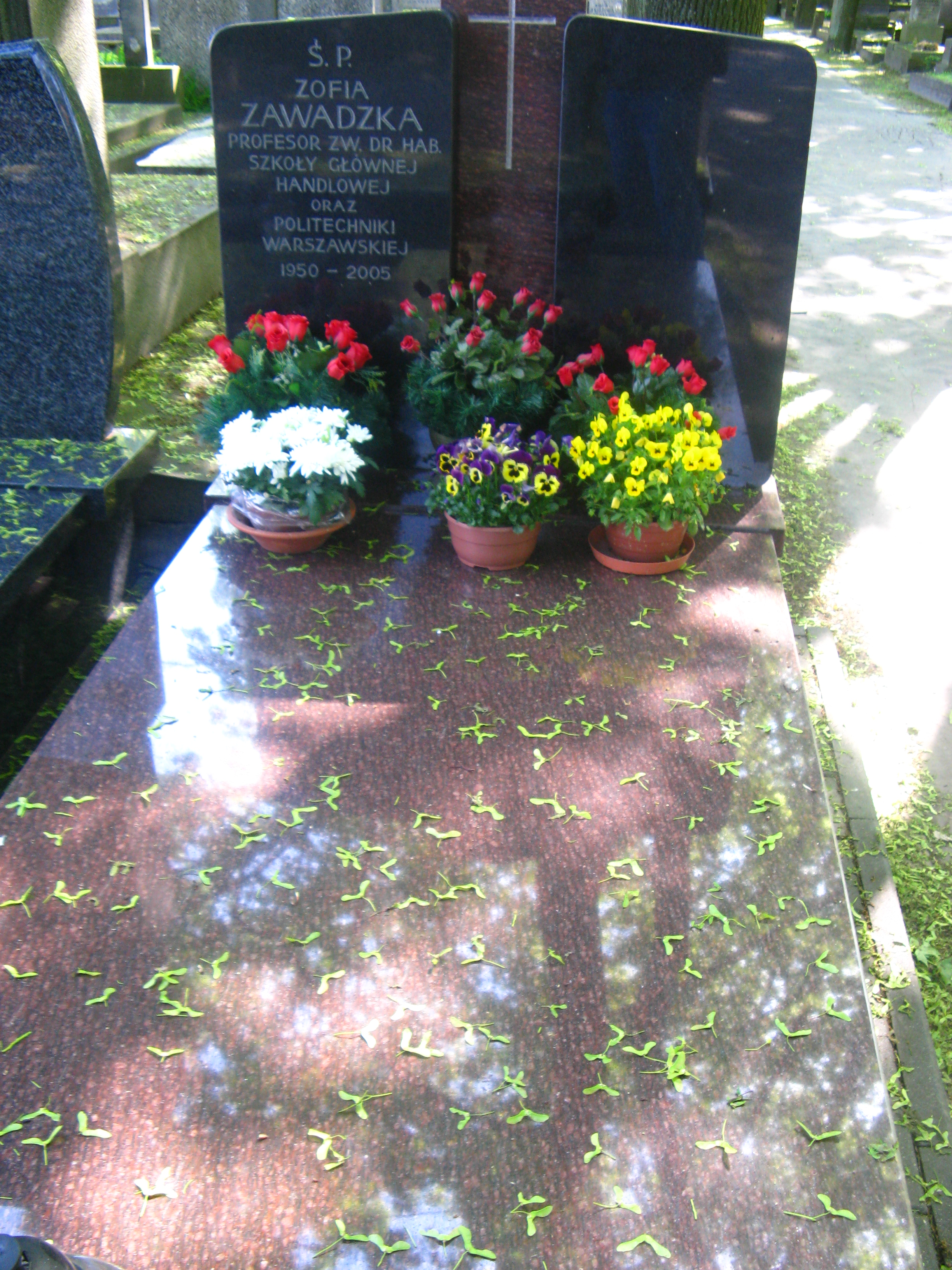
Grób Zofii Zawadzkiej na cmentarzu Powązkowskim

Zofia Bogusława Zawadzka (z domu Anderko) (ur. 4 maja 1950 w Bytomiu, zm. 2 września 2005 w Warszawie) – polska ekonomistka, specjalizująca się w bankowości i finansach, doktor habilitowana Kolegium Nauk Społecznych i Administracji Politechniki Warszawskiej.

## Życiorys
Studiowała na Wydziale Finansów i Statystyki Szkoły Głównej Planowania i Statystyki, w 1973 obroniła pracę magisterską i rozpoczęła staż naukowy na Politechnice Warszawskiej, a także w Stanach Zjednoczonych i Niemczech. W 1984 roku obroniła doktorat na Politechnice Warszawskiej, w 1992 habilitowała się pracą „Reforma walutowa z 1948 r. i jej wpływ na niemiecki sukces gospodarczy” w Szkole Głównej Handlowej, w 1998 roku otrzymała tytuł profesora. Od 1998 równolegle do pracy na Politechnice Warszawskiej rozpoczęła pracę w Katedrze Bankowości Szkoły Głównej Handlowej. W 2002 została kierownikiem Zakładu Ekonomiki Przedsiębiorstwa Bankowego. W 2005 Minister Edukacji Narodowej i Sportu przyznał prof. Zofii Zawadzkiej nagrodę za całokształt pracy naukowo-dydaktycznej. 
Pochowana na cmentarzu Powązkowskim w Warszawie (kw. g, rząd IV, grób 3).

## Praca naukowa
Dorobek naukowy prof. Zofii Zawadzkiej obejmuje ok. 130 publikacji, w tym monografie, opracowania studyjne, artykuły i recenzje książek i prac naukowych. Prowadziła badania nad zarządzaniem bankiem i ryzykiem bankowym. W 1992 ukazała się pierwsza książka o zarządzaniu ryzykiem w działalności banku, jej autorkami były Zofia Zawadzka i Barbara Gruszka. W swoich publikacjach Zofia Zawadzka pisała o transformacji systemowej w Polsce oraz konieczności dostosowania gospodarki i systemu bankowego do wymogów Unii Europejskiej, interesowała się tendencjami występującymi w bankowości światowej oraz prowadziła analizę porównawczą systemów bankowych.

## Publikacje
- „Systemy bankowe. Przykład Republiki Federalnej Niemiec”;
- „Bankowość. Podręcznik akademicki” (współautor Władysław L. Jaworski), nagroda Ministra Nauki i Sportu 2002;
- „Makro- i mikroekonomia” (współautor Stefan Marciniak z zespołem Lidia Białoń, Stanisław Jankowski, Stefan Marciniak, Tadeusz Obrębski, Czesław Pietras, Maria Rożnowska);
- „Bankowość. Zagadnienia podstawowe” (jako współautor).